# Дінклаге
Дінклаге (нім. Dinklage) — сільська громада в Німеччині, розташована в землі Нижня Саксонія. Входить до складу району Фехта .
Площа — 72,65 км2. Населення становить 13 290 ос. (станом на 31 грудня 2021).